# Alcis taiwanensis
Alcis taiwanensis là một loài bướm đêm trong họ Geometridae.

## Hình ảnh

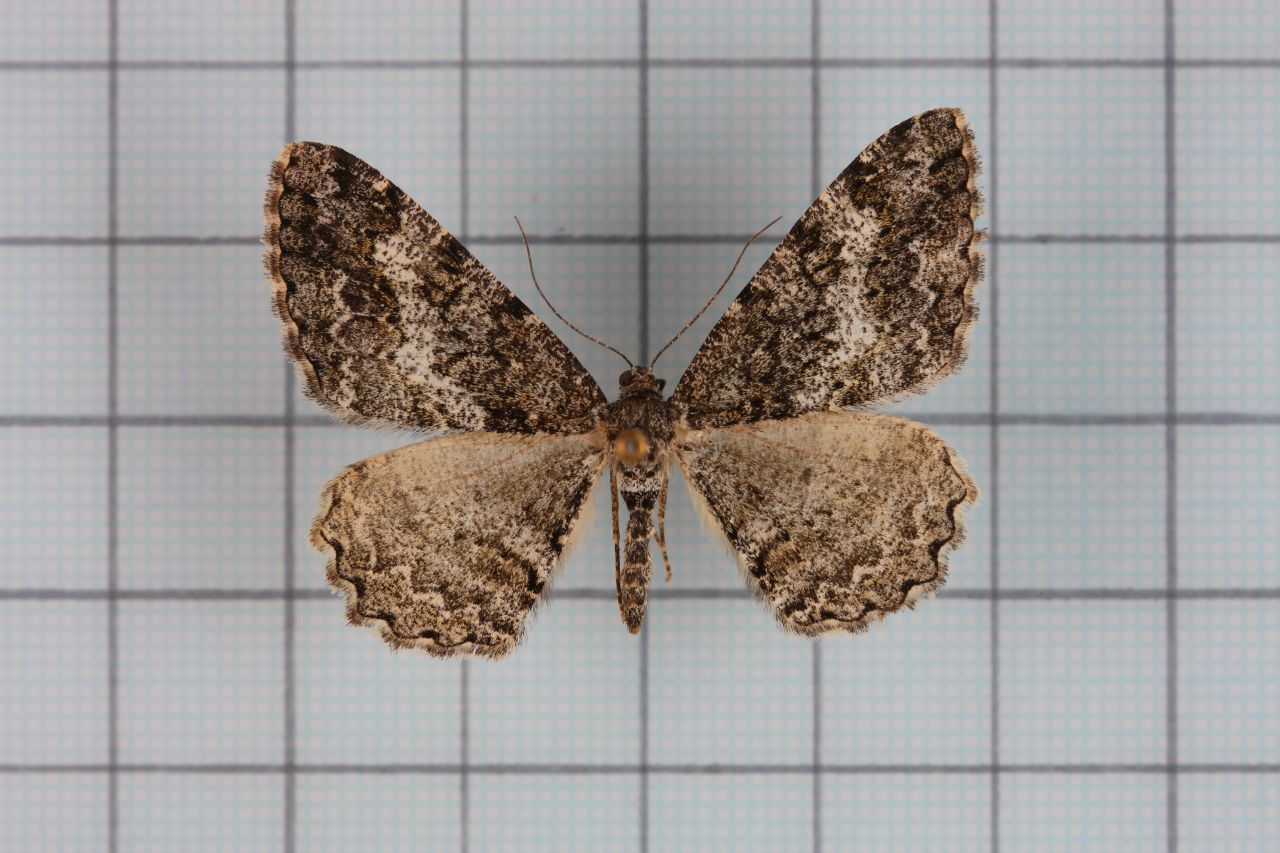